# Leon Wanat
Leon Wanat (ur. 14 czerwca 1906 w Krakowie, zm. 5 listopada 1977 w Warszawie) – polski nauczyciel i pisarz. W czasie II wojny światowej więziony przez Niemców na Pawiaku, gdzie został tzw. więźniem funkcyjnym – pisarzem w kancelarii więziennej. Po wojnie autor wspomnień i dwóch monografii na temat warszawskiego więzienia.

## Życiorys
Urodził się 14 czerwca 1906 w Krakowie. Z zawodu był nauczycielem, przed wojną pracował w szkole w Chorzowie. W roku 1939 ukończył Państwowy Instytut Nauczycielski w Warszawie, jednak wkrótce potem został powołany do wojska i wziął udział w kampanii wrześniowej. Po klęsce powrócił do Warszawy, gdzie włączył się w powstający ruch oporu.
Został aresztowany przez Gestapo 30 marca 1940 pod zarzutem przynależności do polskiego podziemia. Po krótkim śledztwie i przesłuchaniach w więzieniu przy Daniłowiczowskiej, więzieniu mokotowskim i w siedzibie Gestapo w al. Szucha 27 maja 1940 został przewieziony na Pawiak, gdzie spędził kolejne cztery lata. Dzięki znajomości języka niemieckiego i ładnemu pismu został pisarzem więziennym odpowiedzialnym za kancelarię przyjęć więźniów (niem. Einnahmekanzlei). Latem 1944 roku, na wieść o zbliżaniu się Armii Czerwonej do Warszawy, postanowił uciec z więzienia, bowiem obawiał się, że Niemcy rozstrzelają go jako świadka popełnionych przez siebie zbrodni wojennych na więźniach przetrzymywanych na Pawiaku. 17 lipca 1944 udało mu się uciec z więzienia.
W roku 1958 wydał drukiem wspomnienia wojenne „Za murami Pawiaka” , których znaczącą część stanowił dobrze udokumentowany zarys historii więzienia na Pawiaku. Dokumentalno-wspomnieniowa książka była pierwszą próbą napisania monografii więzienia na Pawiaku i doczekała się wielu wznowień.
Jako jeden z najważniejszych świadków oskarżenia brał udział w warszawskim procesie Josefa Meisingera, komendanta Gestapo na dystrykt warszawski, i w hamburskim procesie Ludwiga Hahna. W roku 1977, tuż przed śmiercią, był także jednym z konsultantów historycznych podczas kręcenia filmu Ostatnie okrążenie, przedstawiającego ostatnie pół roku życia Janusza Kusocińskiego.
Zmarł 5 listopada 1977 i został pochowany na warszawskich Powązkach (kwatera CII11-4-7). Kilka miesięcy po jego śmierci, w roku 1978 ukazała się trzecia jego książka na temat Pawiaka, monografia „Kartki z Pawiaka” .